# Kathedrale von Imola

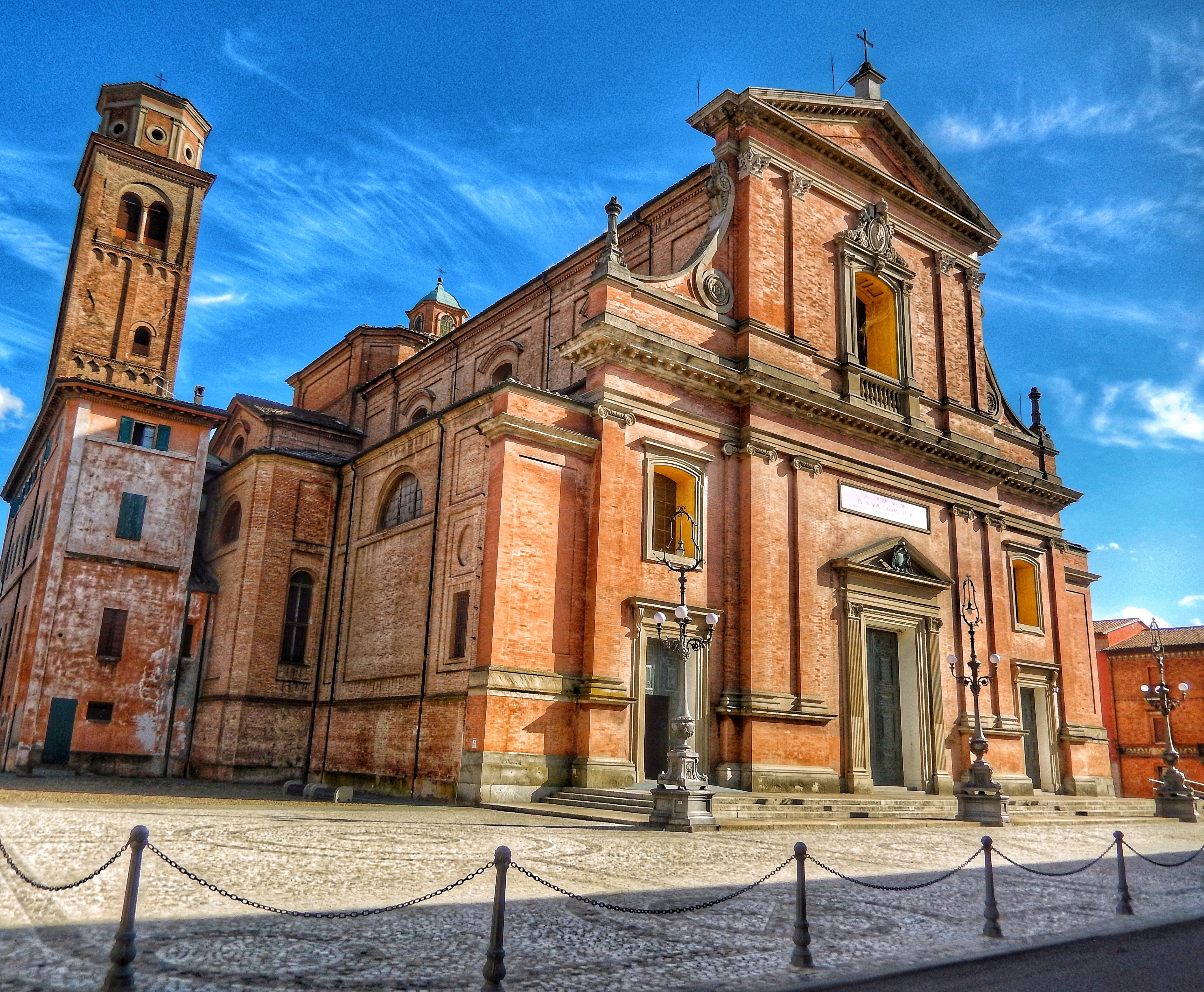
Fassade der Kathedrale

Die Kathedrale von Imola oder die Kathedralbasilika St. Kassian (italienisch Basilica Cattedrale San Cassiano Martire) ist eine Kirche in Imola in der italienischen Region Emilia-Romagna. Die Kathedrale des Bistums Imola ist dem Stadtpatron Kassian von Imola gewidmet. Die ursprüngliche Kirche stammt aus dem 13. Jahrhundert und wurde nach statischen Problemen im 18. Jahrhundert neu errichtet.

## Geschichte
Im 12. Jahrhundert befand sich die damalige Kathedrale der Diözese Imola im Castrum Sancti Cassiani, einer Stadt westlich von Imola. Im Februar 1177 griff Imola Castrum Sancti Cassiani an und schleifte es einschließlich der Kathedrale. Zehn Jahre später konnte Bischof Enrico mit dem Bau der neuen Kathedrale in Imola beginnen. Am 24. Oktober 1271 wurde die Kathedrale geweiht. Der seitliche Glockenturm wird auf 1457 datiert. 1660 wurde die neue Barockfassade fertiggestellt.
Nach mehreren Baumaßnahmen im Jahr 1763 wurde aufgrund der schwerwiegenden statischen Probleme unter Bischof Giovanni Carlo Bandi beschlossen, das Bauwerk in zwei Abschnitten neu zu errichten. Die Arbeiten dauerten von 1765 bis 1781 und wurden vom Architekten Cosimo Morelli umgesetzt, der damals bedeutend und im ganzen Kirchenstaat aktiv war. Von 1765 bis 1769 wurden der quadratische Chor mit der Kuppel und die Krypta gebaut, in den Jahren 1775–1781 das übrig gebliebene Bauwerk ersetzt. Die Kathedrale wurde am 28. Mai 1782 von Papst Pius VI. auf einer Reise nach Wien geweiht. Die vom römischen Architekten Filippo Antolini entworfene Fassade wurde 1850 fertiggestellt. Vor 1900 wurde eine umfassende Renovierung durchgeführt, eine weitere vor dem Jahr 2000. Papst Johannes Paul II., der die Kathedralbasilika 1986 besuchte, verlieh ihr 1981 den Titel einer Basilica minor.

## Bauwerk
Das Innere der klassizistischen Basilika ist in drei Kirchenschiffe gegliedert, von denen das mittlere sehr breit ist. Seitlich schließen sich Reihen von Kapellen an. Im Mittelpunkt des Gebäudes steht das Treppenbauwerk, das außen mit jeweils zwei schmaleren Aufstiegen symmetrisch zum Chor hinauf und mittig über eine breite Treppe zur Krypta hinabführt. Hinter dem Hauptaltar erhebt sich die Leinwand von Pietro Tedeschi, die das Martyrium des heiligen Cassian darstellt.
In der ersten Kapelle links befindet sich einer der wenigen Überreste der mittelalterlichen Kathedrale: das Taufbecken aus dem frühen 16. Jahrhundert. Es wurde von Bischof Simone Bonadies (1488–1511) in Auftrag gegeben, dessen Wappen es auf zwei der acht Seiten trägt. In der Krypta befinden sich drei mit Putten und Friesen versehene Marmorurnen, die 1698–1704 nach einem Entwurf von Giuseppe Maria Mazza aus Bologna im Barockstil ausgeführt wurden. Sie enthalten die sterblichen Überreste der Heiligen Kassian, Petrus Chrysologus, Proietto und Maurelio. Unter dem Boden vor dem Altar sind die Bischöfe der Diözese beigesetzt und in einer Nische sind die Überreste von Girolamo Riario, dem ersten Ehemann von Caterina Sforza, der 1488 in Forlì getötet wurde, aufbewahrt.